# Смарагда Кантемир
Екатерина (Смарагда) Дмитријевна Голицина (4. новембар 1720. године, Петроград – 2. новембар 1761. године, Париз) – рођена као кнегиња Смарагда Кантемир, дворска дама, супруга дипломате кнеза Димитрија Михаиловича Голицина, сестра (по оцу) песника Антиоха Димтријевича Кантемира и принцезе Марије Димитријевне Кантемир.

## Биографија
Кнегиња Екатерина Дмитријевна, ћерка молдавског владара, кнеза Дмитрија Константиновича Кантемира. Године 1711, њен отац је прихватио руско држављанство, преселио се у Русију и, добивши титулу Његовог Светлог Височанства од цара Петра I, оженио се 1717. године принцезом Анастасијом Ивановном Трубецкој и добио са њом два сина, која су умрла у детињству, и ћерку Смарагду-Јекатерину.
Пошто је изгубила оца у доби од четири године, кнегиња Кантемир је одгајана у кући своје мајке под надзором свог ујака Ивана Ивановича Бецког и захваљујући томе с правом се сматрала једном од најобразованијих Рускиња свог времена.
Године 1744. кнегиња Катарина је постала дворска дама и временом је постала једна од најпознатијих и најсјајнијих лепотица на двору царице Јелисавете. Године 1745. кнегиња Катарина и њена мајка отишле су у иностранство да побољшају здравље другог мужа војвоткиње Анастасије Ивановне. Након његове смрти у Берлину, мајка и ћерка се нису одмах вратиле у домовину. Много су путовале и живе у Паризу неколико година. Само смрт Катарининог деде 1750. године, приморава их да се врате у Русију.

### Брак
Кнегиња Катарина је од детињства била веома болесна и вероватно је од малих ногу знала да неће моћи да има децу. Дуго је одбијала све предлоге за брак и тек у прилично касном узрасту удала се за кнеза Дмитрија Михајловича Голицина (1721-1793), галантног капетана Измаиловског пука, сина фелдмаршала, представника једне од најутицајнијих и најплеменитијих руских породица. Венчање је обављено 28. јануара 1751. године, на двору у великом сјају, у присуству царице Јелисавете Петровне, министара иностраних послова и племића, а сутрадан је била вечера и бал на двору за 200 људи. Истог дана млада кнегиња Голицина је именована за дворску даму.
Године 1755. умрла је Екатеринина мајка војвоткиња Анастасија Ивановна, а убрзо су Голицинови затражили дозволу да оду у иностранство како би „поправили своје лоше здравље“. Године 1757. напустили су Русију заједно са Катарининим ујаком Иваном Бецким и стигли у Париз.

### Живот у Паризу
Принцеза Голицина је оставила велики утисак у Паризу, држала отворену кућу и изазвала интересовање како света, тако и двора, где је наишла на најљубазнији пријем.
"...Краљица је кнегињу Голицину примила без икакве церемоније, у кућном огртачу, после вечере, у својој спаваћој соби, након чега је представљена госпођи Аделан, где су се друге госпође де Франс удостојиле да намерно дођу из својих одаја, а одатле је отишла у Дофин. Истог дана била је и са госпођом маркизом Помпадур, која ју је примила са неизрецивом љубављу... немогуће је лепше и изврсније дочекати племениту страну даму: видела је краљицу и краљевску породицу насамо и у кућном огртачу, иако се све домаће даме не могу појавити на двору другачије него у мантији; Чинило се да је сав бонтон остављен за њу".
– овако не без задовољства бележи Ф.Д.Бехтејев у писму Воронцову успех свог сународника на версајском двору.
Положај Голициних у друштву ојачала је светла личност кнегиње Екатерине Дмитриевне, која је важила за врсну чембалисткињу и која је, по речима савременика, имала леп глас и добру вокалну школу, могла се такмичити са најбољим италијанским виртуозима у певању. Године 1760. кнез Голицин је постављен за руског амбасадора у Паризу, а кнегиња Екатерина Дмитриевна је постала права звезда Версаја и Париза.

### Пријатељство са мадмазел Клерон
Блиско пријатељство кнегиње Катарине Голицин са познатом трагичном глумицом Клерон (1723-1803) такође је изазвало много оговарања у Паризу. Кнегиња Голицина се страсно везала за њу, обасипала је поклонима и није могла да проведе два сата без ње. Наручила је сликару Ван Луу да наслика портрет Клерон у улози Медеје и трудила се да је позове на сцену у Петроград. Ово пријатељство богате руске кнегиње са француском глумицом изазвало је прозирне наговештаје у париској штампи, описујући очај мадам Клерон, која се разболела од туге након смрти кнегиње.
„Можда ће се угојити када се опамети“, рекли су епиграмисти, уверавајући да је Голицинином смрћу постала „удовица“.
Истовремено, Шарл Фавар је у својим мемоарима негирао лезбејску везу кнегиње Катарине Голицине са Мадмоазел Кларон.
"...Добро сам је познавао, била је угледна жена, њен морал је био чист као и њен живот".

### Смрт
Године 1761. кнез Дмитрије Голицин је добио ново дипломатско именовање - опуномоћеног представника Русије у Бечу. Међутим, због тешке болести супруге није могао да оде у Аустрију. Њено стање је било тешко, направила је тестамент којим је ускратила највећи део наследства свом мужу. У писму свом рођаку Александру Михајловичу Голицину из Париза, кнез Дмитриј Голицин је известио о извесном побољшању здравља своје жене :
"..њена болест је мало попустила, али је и даље веома озбиљна и поново одлаже мој одлазак у Беч, нежност коју имам према њој не дозвољава ми да је оставим док је не видим ван сваке опасности...".
Нажалост, испоставило се да је ово побољшање здравља било привремено, а 2. новембра 1761. године, умрла је кнегиња Екатерина Голицина. Њен муж је озбиљно схватио њену смрт. Следећег дана писао је Александру Михајловичу Голицину о својој дубокој тузи због губитка.
"...човек који је био моја највећа срећа, захваљујући својој нежности према мени и захваљујући њеним врлинама које су ми сваки дан давале повода за дивљење...".
Следеће године, пепео кнегиње Јекатерине Голицине превезен је у Петроград и сахрањен у Благовештенској цркви Александро-Невске лавре.
Кнез Дмитриј Михајлович је надживео своју жену више од 30 година. У знак сећања на своју једину вољену, завештао је изградњу болнице за сиромашне у Москви, болнице Голицин (почетком ХХ века ушла је у састав Прве градске болнице).

## Тестамент кнегиње Смарагде Кантемир Голицин
Кнегиња Екатерина Голицина, која је по природи имала веома љубазно и осетљиво срце на тугу и потребе људи око себе, много је помагала свом мужу у добротворним пословима. Болујући од неизлечиве болести, од које нису могли помоћи ни топла клима, ни воде Пломбиера и Барежа, кнегиња Катарина Голицина се заинтересовала за медицину и по својој духовној вољи оставила је велику донацију у корист акушерства у Русији. За камату на капитал који јој је завештао у износу од 20 хиљада рубаља, сваких 6 година требало је да троје студената Московског универзитета, Руси, иду на Универзитет у Стразбуру, који је у то време био познат по најбољем образовању бабица. Овим средствима су се школовали познати лекари Н. М. Максимович-Амбодик, А. М. Шумљански и други први представници акушерства у руским школама.